# Lloreo
Lloreo ist ein Weiler in der Parroquia Pola de Laviana der Gemeinde Laviana in der autonomen Gemeinschaft Asturien in Spanien.

## Geographie
Lloreo ist ein Weiler mit 16 Einwohnern (2011). Er liegt auf 401 m.
Lloreo ist zwei Kilometer von Pola de Laviana, dem Hauptort der Gemeinde Laviana, entfernt.

## Wirtschaft
Der Weiler besteht aus einem landwirtschaftlichen Betrieb (Apfelanbau) und einem mittelständischen Produktionsbetrieb als größtem Arbeitgeber.

Land- und Forstwirtschaft sowie der Abbau von Kohle und Eisen haben die Region seit Jahrhunderten geprägt.

## Klima
Angenehm milde Sommer mit ebenfalls milden, selten strengen Wintern. In den Hochlagen können die Winter durchaus streng werden.